# Комаровецька сільська рада
Комарове́цька сільська́ ра́да — адміністративно-територіальна одиниця та орган місцевого самоврядування в Барському районі Вінницької області. Адміністративний центр — село Комарівці.

## Загальні відомості
- Територія ради: 3,92 км²
- Населення ради: 1 161 особа (станом на 2001 рік)

## Населені пункти
Сільраді були підпорядковані населені пункти:
- с. Комарівці

## Склад ради
Рада складалася з 16 депутатів та голови.
- Голова ради: Кручик Таїсія Вікторівна
- Секретар ради: Шевчук Лариса Володимирівна

### Керівний склад попередніх скликань
| Прізвище, ім'я, по батькові | Основні відомості                                    | Дата обрання | Дата звільнення |
| --------------------------- | ---------------------------------------------------- | ------------ | --------------- |
| Піхур Володимир Саверійович | Сільський голова, 1955 року народження, безпартійний | 26.03.2006   | 31.10.2010      |
| Кручик Таїсія Вікторівна    | Сільський голова, 1963 року народження, освіта вища  | 31.10.2010   |                 |

Примітка: таблиця складена за даними сайту Верховної Ради України

### Депутати
За результатами місцевих виборів 2010 року депутатами ради стали:

#### За суб'єктами висування
| Суб'єкт висування                                       | Кількість обраних депутатів | %    |
| ------------------------------------------------------- | --------------------------- | ---- |
| Самовисування                                           | 10                          | 62,5 |
| Партія регіонів                                         | 5                           | 31,3 |
| Політична партія Всеукраїнське об'єднання «Батьківщина» | 1                           | 6,3  |

#### За округами
| № округу                                                | Прізвище, ім'я, по батькові    | Дата визнання обраним | Освіта             | Партійна приналежність                        | Відомості про обраного депутата                |
| ------------------------------------------------------- | ------------------------------ | --------------------- | ------------------ | --------------------------------------------- | ---------------------------------------------- |
| Партія регіонів                                         |                                |                       |                    |                                               |                                                |
| 2                                                       | Гарник Володимир Романович     | 01.11.2010            | середня            | позапартійний                                 | приватний підприємець                          |
| 10                                                      | Підлубний Володимир Павлович   | 01.11.2010            | середня            | позапартійний                                 | школа с. Комарівці, технік-лаборант            |
| 11                                                      | Горобець Алла Степанівна       | 01.11.2010            | середня            | позапартійна                                  | ПП «Агроком» м. Бар, оператор АЗС              |
| 12                                                      | Панченко Антоніна Миколаївна   | 01.11.2010            | середня спеціальна | позапартійна                                  | школа с. Комарівці, зав. господарством         |
| 14                                                      | Обмокла Ольга Василівна        | 01.11.2010            | середня спеціальна | позапартійна                                  | приватний підприємець                          |
| Політична партія Всеукраїнське об'єднання «Батьківщина» |                                |                       |                    |                                               |                                                |
| 7                                                       | Обмокла Валентина Миколаївна   | 01.11.2010            | середня            | член Всеукраїнського об'єднання «Батьківщина» | школа, с. Комарівці, техпроцівник              |
| Самовисування                                           |                                |                       |                    |                                               |                                                |
| 1                                                       | Новаківська Алла Миколаївна    | 01.11.2010            | вища               | позапартійна                                  | школа, с. Комарівці, вчитель української мови  |
| 3                                                       | Вакуловська Тамара Василівна   | 01.11.2010            | вища               | позапартійна                                  | пенсіонер                                      |
| 4                                                       | Шевчук Лариса Володимирівна    | 01.11.2010            | вища               | позапартійна                                  | Комаровецька сільська рада, секретар           |
| 5                                                       | Гусаренко Таїса Дмитрівна      | 02.10.2011            | середня спеціальна | член Всеукраїнського об'єднання «Батьківщина» | сільська рада, рахівник-касир                  |
| 6                                                       | Панчоха Наталя Миколаївна      | 01.11.2010            | вища               | позапартійна                                  | школа, с. Комарівці, вчитель хімії та біології |
| 8                                                       | Кравчук Світлана Володимирівна | 01.11.2010            | середня спеціальна | позапартійна                                  | ТОВ «Комарівці», технік-нормувальник           |
| 9                                                       | Гарник Людмила Миколаївна      | 01.11.2010            | вища               | позапартійна                                  | школа с. Комарівці, заступник директора        |
| 13                                                      | Довгань Оксана Іванівна        | 01.11.2010            | середня спеціальна | позапартійна                                  | ТОВ «Комарівці», інспектор відділу кадрів      |
| 15                                                      | Качуринець Валентина Іванівна  | 01.11.2010            | середня спеціальна | член Всеукраїнського об'єднання «Свобода»     | приватний підприємець                          |
| 16                                                      | Мазур Оксана Леонідівна        | 01.11.2010            | незакінчена вища   | позапартійна                                  | бібліотека с. Комарівці, бібліотекар           |